# Hypoxis tetramera
Hypoxis tetramera là một loài thực vật có hoa trong họ Hypoxidaceae. Loài này được Hilliard & B.L.Burtt mô tả khoa học đầu tiên năm 1983.